# Манюня: Приключения в Москве
«Манюня: Приключения в Москве» — российско-армянский приключенческий фильм режиссёра Дениса Гуляра, снятый по мотивам книг Наринэ Абгарян и её воспоминаний из её детства. События фильма происходят после фильма «Манюня: Новогодние приключения».

## Сюжет
Девочки вместе с Ба едут на поезде в Москву, чтобы встретиться со старым знакомым другом Ба из молодости Григорием Савельичем. Манюня же мечтает встретить в Москве свою любимую музыкальную группу «Земляне», чтобы взять у них автограф для своего плаката. Когда они приехали в Москву и встретились с Григорием, который был очень дружелюбен. Он привёл их к себе домой в одну квартиру, где был небольшой творческий беспорядок, а потом проводил с девочками весь день. Он покупал им мороженое, водил по магазинам, показывал гроб Ленина и водил в парк аттракционов. При этом Ба немного не доверяла ему и хотела, чтобы он слишком сильно не баловал девочек и был с ними немного строже. Ночью, когда Ба и Григорий храпели, девочки не могли уснуть. Карина, из любопытства, подошла к кошельку Григория и, осмотрев его, нашла там доллар. Девочки предполагают, что Григорий это шпион, который хочет сдать их Ба империалистам Великобритании. С этой самой ночи они стали относиться к Савельичу с настороженостью.
На следующий день Ба ушла в магазин к одному человеку, который дал ей вчера свой номер телефона и предложил свою качественную одежду подешевле. Перед уходом она попросила Григория присмотреть за девочками. Однако Григорий тоже решил выйти на улицу и попросил девочек побыть дома. Манюня, Наринэ и Карина решили проследить за ним. Выйдя на улицу они проследили за ним до метро и увидели, что он передаёт в руки некоему человеку в пальто и шляпе кольцо Ба, которое у неё пропало. Девочки предположили, что Григорий украл у их Ба кольцо и передал другому шпиону. Они хотели дальше проследить за этим человеком, которому Григорий передал кольцо, но из-за толпы людей, которые толкали их и несли за собой не по своей воле к эскалатору, который медленно нёс их вверх, они упустили его. В это время Ба и Григорий вернулись домой и обнаружив, что девочек нигде нет, начали волноваться. Когда по телефону позвонила Надежда Абгарян и поинтересовалась, как там девочки, Ба, чтобы мама не волновалась, пришлось соврать, что они спят днём, а Григорий сам изобразил храп Карины по просьбе Ба.
Девочки выслеживают шпиона в цирке и проникают туда минуя очередь и проникнув без билетов. Их обнаруживает охранник потребовав билеты и спросив, где их родители. Не по своей воле в попытке убежать от него девочки прячутся в помещении с хищниками, где Карина изобразив идеальный рёв тигра, испугала настоящего тигра, а потом они спрятались в гримёрной, где переоделись клоунами, притворившись весёлыми карликами. Однако Наринэ почувствовав, что у неё чешется нос, чихнула и её парик выпал с головы. Охранники бегут за девочками на открытую сцену, где в попытке отбиться от охранников они используют бассейн с шариками и резиновые палки. Одновременно с этим они не по своей воле рассмешили многих зрителей. Директору цирка Юрию Никулину понравилось выступление девочек, но шпиона они опять упустили. Никулин обещает помочь найти их родителей и отводит их в милицию. Там девочки встречают тунеядца, которого посадили за решётку и тот запугивает их, что их не вернут к родителям, а отправят в детдом, который похуже тюрьмы. Девочки испугавшись этого, не захотели в приют и сбежали из милиции. Когда в милицию прибежали Ба и Григорий, девочек на месте уже не было, а обвиняемый сам не знает, куда они побежали.
Девочки вновь упустив шпиона и проголодавшись по дороге заходят на ярмарку, где было много людей прибывших из разных стран, включая и Африку. Местные торговцы пожалели девочек, угостили их своими вкусными блюдами и весело провели вместе с ними время. На этой же самой ярмарке Манюня встречает одного дядю, который когда-то в детстве случайно выбил окно дома Ба, за что та схватила его за ухо и наказала. Он пообещал помочь девочкам и вызывать милицию, чтобы те помогли найти их родителей. Однако они боялись, что милиция отправит их в детский приют и снова сбежали. Ба и Григорий в это время также приходят на ярмарку, но там девочек уже не было. Ба отчаивается и начинает волноваться за девочек. Григорий рассказывает ей, что возможно девочки убежали не от него, а от неё, потому что она слишком сильно заботится о них и не даёт им свободу, чтобы они сами решали, как им жить и куда идти. Переосмыслив свои действия со словами Григория Ба замечает на рекламном билборде плакат группы «Земляне» и понимает, куда девочки могли побежать.
Девочки прибегают в отель и обнаруживают там шпиона. К ним подходит консьерж, интересуясь, может ли он им помочь чем-нибудь. Карина рассказывает, что они приёмные дочери японского посла, которые прибыли из Японии с визитом мира. Консьерж провожает их в закусочную, где за одним из столов и сидит шпион, которого они искали. Послушав музыку со сцены и выпив по баночке американской колы они решают незаметно отобрать кольцо у шпиона. План провалился, так как консьерж встретил настоящих трёх детей посла из Японии, вызвал милицию и поймав Наринэ потащил к выходу. Однако девочек выручил Владимир Киселёв, которому не хватало трёх музыкантов для группы. Манюня, Наринэ и Карина решили помочь знаменитому музыканту и вместе с ним исполняют на сцене песню «Трава у дома». В отель прибегают Григорий и Ба, увидев девочек на сцене и восхищаясь их таланту к музыке и песне. Когда приходит милиционер, девочки рассказывают про коварный план шпиона и Григория. Однако парень в шляпе и пальто вместе с Григорием объясняют, что он вовсе никакой не шпион, а производитель колец, которого Григорий попросил сделать идеальную копию кольца Ба по образцу её кольца из янтаря, а доллар в кошельке Григория на самом деле был подарком от его друга. Девочкам стало стыдно и они просили прощения у Григория. Григорий Савельич не только возвращает Ба её настоящее кольцо, но и вручает свою, сделав предложение стать её женой. Однако, Ба как и пятьдесят лет назад, отказывается, ссылаясь на то, что у неё дома её сын Михаил, который не проживёт без неё и дня.
Оставшиеся выходные в Москве Ба и девочки провели в отеле, и даже подружились с теми самыми девочками из Японии. Когда Ба, Манюня, Наринэ и Карина собрались ехать домой, их у вокзала встретили все те же люди, с которыми они познакомились в Москве на протяжении своих приключений, которые не только попрощались с ними, но и вручили им на прощание в подарок фотографии на память. Карина также прощается с японскими сёстрами на японском языке и предлагает им приезжать как-нибудь к ним в гости в Армению. Ба и девочки садятся на поезд и возвращаются к себе домой.

## В ролях
| Актёр              | Роль                     |
| ------------------ | ------------------------ |
| Екатерина Темнова  | Манюня Шац               |
| Карина Каграманян  | Наринэ Абгарян           |
| Каринэ Мнацаканян  | Карина Абгарян           |
| Джульетта Степанян | Роза Иосифовна Шац, «Ба» |
| Евгений Петросян   | Григорий Савельич        |
| Сергей Канаев      | шпион                    |
| Андрей Жилин       | Сообщник шпиона          |
| Дарья Калмыкова    | Продавщица               |
| Иван Кокорин       | Алкаш                    |
| Татьяна Плетнёва   | Билетерша                |
| Антон Эльдаров     | Администратор            |
| Янина Студилина    | Проводница               |
| Николай Алипа      | механик                  |
| Олег Сурнов        | Юрий Никулин             |
| Виктор Захаров     | хозяин тира              |
| Андрей Кондратьев  | билетер                  |
| Антон Ансимов      | Солист                   |
| Эбенезер Офори     | Чернокожий студент       |
| Артур Папоян       | Альфредо                 |
| Дмитрий Власкин    | Милиционер               |
| Женя Малахова      | Милиционерша             |
| Алиса Де           | Японка                   |
| Алина Де           | Японка                   |
| Ангелина Югай      | Японка                   |
| Илья Артёмов       | Конферансье              |
| Роман Богданов     | Землянин                 |
| Алексей Баранов    | Землянин                 |
| Илья Креймер       | Землянин                 |
| Егор Лучишкин      | Землянин                 |

## Саундтрек
- Земляне — Трава у дома
- Муслим Магомаев — Лучший город земли

## Производство
Сразу после премьеры фильма «Манюня: Новогодние приключения» начались съёмки второго фильма, где действие происходит в Москве. Данный фильм стал дебютом для начинающего актёра Евгения Петросяна. Во время презентации фильма в Москве сам Петросян пришёл вместе с детьми и Джульеттой Степанян, которая сыграла одну из ролей в картине. На закрытой презентации в рамках форума «Российский кинобизнес» представили фрагмент данного фильма, в котором появляется Юрий Никулин, созданный с помощью нейросети. Образ Никулина был создан с разрешением его родственников, сына Максима Никулина и внука-тёзки Юрия Никулина. При этом использовать образ Юрия в рекламных материалах и трейлерах не стали. Интернет-пользователи узнав о данной новости негативно отзывались, требуя оставить мёртвых людей в покое и не воскрешать их с помощью нейросетей в фильмах и сериалах. По словам интернет-пользователей, которые негативно отзывались о воскрешениях умерших знаменитостей, это называется «Кощунством».

## Премьера
Премьера фильма в мировом прокате состоялась в кинотеатрах с 30 мая 2024 года, в то время как в Москве премьера была 26 мая в кинотеатре «Октябрь». 25 июля того же года состоялась премьера фильма в онлайн кинотеатрах Okko.

## Критика
Фильм получил положительные отзывы. Святослав Лецкий писавший свою рецензию для газеты «Кибер» дал фильму восемь баллов из десяти и отметил среди положительных деталей фильма трогательную музыку, концовку, душевные диалоги персонажей. Однако он поругал то, что персонажи обзываются и выделяющегося Никулина, созданного в компьютерной графике. Виктория Мельникова писавшая свою рецензию для газеты «Metro» отметила, что большинство зрителей были удивлены, увидев Никулина, созданного нейросетью и хорошую актёрскую игру Евгения Петросяна для первого раза в кино.

## Продолжение
9 октября 2024 года вышел первый трейлер третьего фильма под названием «Манюня: Приключения в деревне». Фильм вышел 14 ноября того же года.